# Fàbrica Cama i Dalmau
La fàbrica Cama i Dalmau fou una empresa de Palafrugell que es dedicava a la fabricació de gasoses i sifons i a la distribució de begudes. La seva xarxa de clients s'estenia per diferents poblacions del Baix i l'Alt Empordà. Sebastià Dalmau i Josep Cama van adquirir el negoci l'any 1923 a Pla i Mató. L'empresa es va dedicar a la representació i distribució de marques de begudes com la llet Rania, el Cacaolat, l'Orangina, les gasoses Hester, la cervesa Damm, la Mirinda, el Cinzano i les primeres cocacoles provinents dels EUA, a més a més també fabricava sifons, gasoses i llimonades.
A part del magatzem d'on sortien els vehicles, l'empresa disposava d'un laboratori on Josep Cama experimentava amb extractes de pinya, per exemple, que ell mateix feia venir d'Amèrica.
El seu fons documental es conserva a l'Arxiu Municipal de Palafrugell.